# Kaskel and Kaskel Building
El Kaskel and Kaskel Building fue un edificio histórico en 316 Fifth Avenue, cerca de la calle 32, en el vecindario NoMad/Koreatown de Manhattan, Nueva York (Estados Unidos). Fue terminado en 1902 y demolido en 2017, tras un intento fallido de salvarlo.

## Historia
Kaskel & Kaskel Co era una de las mercerías líder de Nueva York y proporcionaba camisas a los caballeros más ricos de la ciudad, incluido el presidente de los Estados Unidos. La empresa encargó al arquitecto Charles I. Berg que diseñara una nueva sede y espacio comercial en 316 Fifth Avenue en 1902.
Kaskel & Kaskel finalmente vendió el edificio y se convirtió en el hogar de muchas tiendas pequeñas. En 2017 iba a ser demolido para dar paso a una torre de 40 pisos. La Comisión de Preservación de Monumentos Históricos de la Ciudad de Nueva York no lo designaría como un hito porque "los cambios extensos han reducido su integridad histórica". Aun así, los conservacionistas intentaron salvarlo.